# Антонівка (Томашівський повіт)
Антонівка (пол. Antoniówka) — село в Польщі, у гміні Криниці Томашівського повіту Люблінського воєводства. Населення — 299 осіб (2011). Розташоване на Закерзонні (в історичному Надсянні).

## Історія
За даними етнографічної експедиції 1869—1870 років під керівництвом Павла Чубинського, у селі переважно проживали греко-католики, але населення здебільшого розмовляло польською мовою.
У 1975—1998 роках село належало до Замойського воєводства.

## Демографія
Демографічна структура станом на 31 березня 2011 року:
|          | Загалом | Допрацездатний вік | Працездатний вік | Постпрацездатний вік |
| -------- | ------- | ------------------ | ---------------- | -------------------- |
| Чоловіки | 148     | 24                 | 103              | 21                   |
| Жінки    | 151     | 23                 | 91               | 37                   |
| Разом    | 299     | 47                 | 194              | 58                   |